# Adnan Maric
Adnan Maric, född 17 februari 1997 i Bergsjöns församling i Göteborg, är en svensk fotbollsspelare som spelar för norska Arendal. Maric har bosniska rötter.

## Karriär

### Gunnilse IS
Maric moderklubb är Gunnilse IS. Han spelade åtta matcher säsongen 2012 i Division 2 Västra Götaland.

### Gais
I januari 2013 skrev han på ett treårskontrakt med option på ytterligare ett år med Gais. Den 16 februari 2014 gjorde han sitt första mål för Gais A-lag i en träningsmatch mot norska Østsiden som Gais vann med 3–1.

### Swansea City
I april 2014 skrev han på för walesiska Premier League-klubben Swansea Citys ungdomslag. I mars 2016 förlängde han sitt kontrakt med tre år. Sommaren 2019 lämnade han klubben efter att hans kontrakt löpt ut, främst på grund av bristande speltid, och stod därefter utan klubb i ett halvår.

### BK Häcken och återkomst i Gais
I januari 2020 värvades Maric av BK Häcken som bosmanfall och skrev på ett ettårskontrakt. Han fick emellertid inte mycket speltid heller i Häcken, och i augusti 2020 återvände han som bosmanfall till GAIS, där han skrev på ett 2,5-årskontrakt. GAIS blev under säsongen 2021 nedflyttade till Division 1 och Maric lämnade klubben efter säsongen.

### Jönköpings Södra
Den 14 december 2021 blev Maric klar för Jönköpings Södra IF, där han skrev på ett tvåårskontrakt.

### Varbergs BoIS
I december 2022 skrev Maric på ett treårskontrakt med Varbergs BoIS. Efter att endast gjort två inhopp i Allsvenskan 2023 kom Maric och Varbergs BoIS i slutet av mars 2024 överens om att bryta kontraktet.

### Arendal
I april 2024 skrev Maric på för Arendal i norska tredjedivisionen.